# Ambigüedad calculada en España (1982-1984)
El término ambigüedad calculada aplicado al caso español hace referencia al período que comprende desde la convocación de elecciones de 1982 y la victoria del PSOE con Felipe González al frente de su dirección, hasta la publicación del Decálogo de 1984 del presidente ante el Congreso.
Durante estos años la política de defensa y seguridad del Gobierno no quedaba claramente definida sobre todo en torno a la cuestión de la permanencia en la OTAN, hasta la sesión parlamentaria del 23 de octubre de 1984 en la que el presidente leyó su decálogo y aclaró la postura favorable del Gobierno en cuanto a la permanencia en la organización atlántica.

## Desarrollo del contenido

### Contexto previo

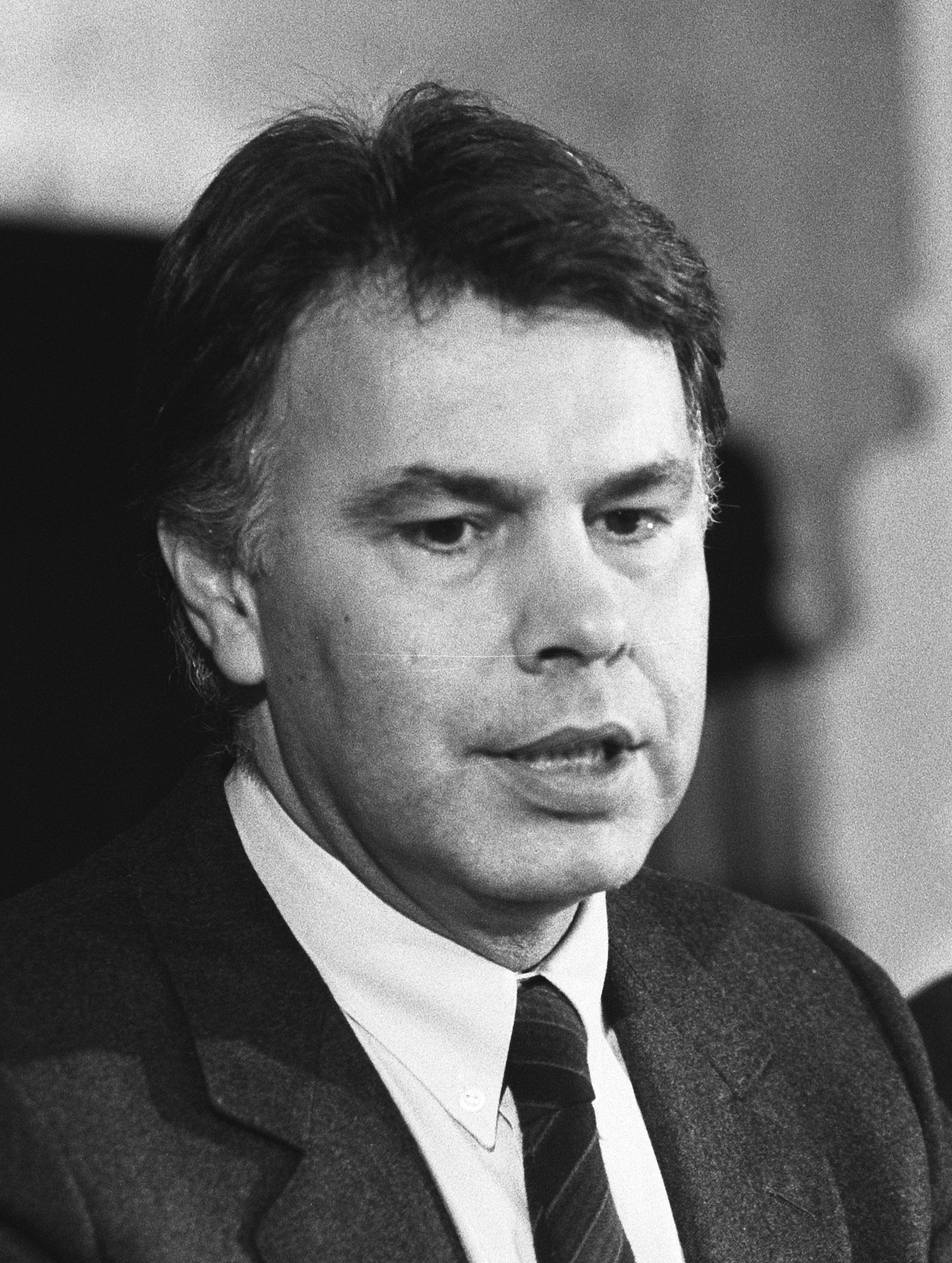
Felipe González, cabeza del Partido Socialista Obrero Español. Fue elegido como Presidente del Gobierno en las Elecciones Generales de 1982, y durante su mandato abordó la cuestión de la permanencia en la OTAN.

Nos remontamos a finales de la década, concretamente de los años setenta, caracterizados en el marco internacional por, el fin de la distensión entre el bloque soviético y el bloque occidental, ya que, en 1977, la Unión Soviética estableció misiles en Europa; en 1978 estalló la Guerra de Afganistán, en la que Estados Unidos y la Unión Soviética apoyaron cada uno, a los bandos enfrentados entre sí… Pero el presidente norteamericano Ronald Reagan, trató de negociar la retirada de misiles de Europa sin éxito tras la negativa de la Unión Soviética. La respuesta del bloque occidental fue, la invasión estadounidense de Granada en 1983, la ayuda militar a guerrillas en contra de los comunistas, nuevas operaciones militares de la OTAN…, todo ello alarmó a la Unión Soviética. Pese a ello, en la Europa Occidental el movimiento pacifista consiguió calar de forma profunda en la opinión pública de la mayoría de las sociedades europeas.
En el caso concreto de España estos años coinciden con la Transición, una etapa que comienza con las elecciones generales de 1977, que dieron la victoria a la UCD liderada por Adolfo Suárez.  En estos años el país se encaminó hacia el correcto funcionamiento del nuevo sistema político democrático, la modernización del país, solventar la crisis económica, la integración de España a nivel internacional…
De todos ellos uno de los puntos más complejos y difíciles de abordar por el gobierno, relativo a la política internacional y de defensa, fue el de la cuestión de mantener a España en la OTAN. Durante los gobiernos de la UCD de Suárez éste no fue uno de los temas más abordados, debido a que prevalecía el interés de mantener el consenso con las otras fuerzas políticas, y evitar la desestabilización del nuevo sistema político. Pero durante la legislatura de Calvo Sotelo, quien fue investido como presidente y cabeza de la UCD tras la dimisión de Suárez, se propuso mantener a España en la Alianza Atlántica, lo cual provocó una gran oposición incluso entre las distintas fuerzas políticas.
Entre las fuerzas que mostraron su negativa hacia la OTAN se encontraba el PSOE, tal y como manifestó en el  Congreso del PSOE de 1981. Éste partido durante estos primeros años se caracterizó por, su ideología marxista, antiamericanismo, y oposición hacia la alineación con algún bloque e imperialismo. En esta etapa de la concepción de la política internacional y de seguridad del partido recibe el nombre de neutralismo activo, tal y como Felipe González afirmó en una entrevista concedida en julio de 1980.

### Periodo de ambigüedad calculada
Pero ante la llegada de las elecciones de 1982, el PSOE abandonó la ideología marxista y postulados radicales, además de que su posición respecto al ingreso en la alianza atlántica no quedaba definida claramente tal y como se puede observar en su programa electoral “Por el cambio”, para las elecciones. En este programa con relación a la política internacional y de seguridad muestra su oposición a la nuclearización, a los euromisiles, y a los bloques militares, mostrándose a favor de la distensión. En cuanto a la cuestión de la OTAN proponen prolongar la cuestión de España y la organización atlántica y convocar un referéndum donde el pueblo vote a favor o en contra de la permanencia en dicha estructura.
De esta forma, comienza el periodo de ambigüedad calculada, una etapa en la política exterior y de seguridad del gobierno que comprende desde, la convocatoria de las elecciones de 1982 y que concluyó con la pronunciación del Decálogo de 1984. En el que el presidente Felipe González aclaró cual era la posición del gobierno respecto a la Alianza Atlántica. Este periodo se caracterizó por la indefinición del gobierno en materia de seguridad y política exterior, y más concretamente en referencia a la permanencia en la OTAN.
Este cambio en su discurso se puede deber a varias razones, cuando se hicieron con el poder en las elecciones de 1982 se dieron cuenta de la complejidad de la realidad, y la importancia de la defensa; dejaron atrás la vinculación de la OTAN y la nuclearización del país; entendieron que para la integración europea, la permanencia a la OTAN sería clave…Es más, este cambio se puede percibir en el nombre que recibe el programa electoral de 1982 “Por el cambio”, abandonando el de la anterior campaña, que recibía el nombre de “No a la OTAN”.
Durante este periodo se renovó el convenio bilateral entre Estados Unidos y España, Felipe González se reunió con Ronald Reagan, mostrándose a favor del bloque occidental, pero reclamando otras cuestiones. También destacó la presencia del presidente del gobierno en distintos escenarios internacionales como, su visita a la capital de la República Federal Alemana en 1983, en la que mostró su respeto hacia aquellos países de la Alianza Atlántica que estableciesen euromisiles, lo cual no concordaba mucho con su programa de oposición a los mismos; siendo en la Cumbre de Fontainebleau en 1984, donde se reconoció la adhesión de España a la Comunidad Económica Europea.
Pero el 23 de octubre de 1984 en la sesión parlamentaria del Congreso de los Diputados, el presidente Felipe González dio a conocer su Decálogo, éstos fueron una serie de puntos en los que se definía, la política internacional y de seguridad, que defendía el Gobierno. Acabando así el periodo de ambigüedad calculada. En este documento, se recogen una serie de disposiciones que se pueden resumir en que, el Gobierno se posiciona a favor de continuar dentro de la Alianza Atlántica, pero no de su estructura militar; continúan las relaciones bilaterales con los Estados Unidos; y se afirma la no nuclearización del territorio español. Además de que en esta sesión el presidente informó de que el referéndum se realizaría en los primeros meses de 1986.
Pese al posicionamiento del Gobierno a favor de la permanencia de España en la OTAN, no todos los miembros del partido, ni fuerzas políticas, compartieron su misma postura. Dentro de su partido destaca sobre todo las Juventudes Socialistas Españolas, que se posicionaron en contra de la OTAN, y en cuanto a las otras fuerzas políticas, hay que destacar a Izquierda Socialista, que defendía el neutralismo de España entre otras.

### Conclusión y momento posterior a la ambigüedad calculada
Por tanto, la ambigüedad calculada fue un periodo en el que el Gobierno socialista no definió su política referente a lo internacional y la seguridad, debido a múltiples razones como, la comprensión de la realidad marcada por el conflicto internacional de la Guerra Fría, la búsqueda de la integración europea, que entendieron que iba de la mano de pertenecer a la OTAN…De esta forma el Gobierno acabó modificando así su postura hacia la defensa de la permanencia en la organización tal y como expuso en el Decálogo de 1984.

En la presente fotografía aparece el logo de la OTAN (Organización del Tratado del Atlántico Norte)

En ese mismo año de 1984, se convocó el XXX Congreso del PSOE, en el que se volvió a exponer el decálogo, y se defendió la permanencia de España en la OTAN, por parte de Felipe González y Carlos Navarrete, entre otros. Aunque en el Congreso se identificaron también dos posturas más, los que proponían un neutralismo como, Antonio García Santesmases, representante de Izquierda Socialista, y aquellos partidarios de la salida total de la OTAN, como Miguel Ángel Martínez. Finalmente, en las resoluciones del Congreso se acabó imponiendo la postura favorable al mantenimiento de España en la OTAN.
Además, en vísperas del referéndum en el que se decidiera el futuro de España y la OTAN, tanto los partidarios y los oponentes a la permanencia de España en la Alianza, utilizaron los medios de comunicación para llegar a la opinión pública, en la que el movimiento pacifista había conseguido calar desde inicios de los años ochenta. Si que es cierto que, en este caso, los que se hallaban en contra de mantenerse en la OTAN, no contaron con las mismas oportunidades que aquellos que defendían la permanencia, ya que contaban con el respaldo del Gobierno.
Aun así, en la prensa se pueden leer artículos en contra de la OTAN, por ejemplo, “La permanencia en la Alianza no favorece a la economía española, según el Bloque Galego” 10 MAR 1986. Pero también a favor de permanecer en la organización, como los artículos, “Fernández Ordóñez: "El Mercado Común habrá acabado para España si gana el 'no'"” en el País 10 MAR 1986, o “Strauss advierte que el 'no' sería un grave golpe para la Alianza Atlántica” en el País 10 MAR 1986.
Asimismo, hasta 1986 se produjeron movilizaciones de movimientos anti-OTAN, evidencia de ello son, la manifestación en Barcelona del 20 de mayo de 1984, la manifestación en Madrid del 5 de mayo de 1985 dirigida por la Coordinación Estatal de Organizaciones Pacifistas, la del 10 de noviembre de 1985... En este sentido también se convocaron huelgas, se publicaron manifiestos de intelectuales…
Finalmente, el 12 de marzo de 1986 tuvo lugar el referéndum en el que la población española decidía el futuro de la permanencia, o no, de España en la OTAN. El resultado finalmente fue favorable al Sí. Las cifras exactas fueron un número total de 9 054 509 votos a favor, y 6 872 421 en contra. Tras estos resultados, Izquierda Socialista que hasta entonces había sido la principal opositora de la permanencia de España en la OTAN, decidió aceptar la decisión mayoritaria. Por otro lado, las Juventudes Socialistas Españolas ya habían aceptado la permanencia, sobre todo tras la reunión que mantuvieron con el presidente Felipe González.